# Kenneth Rexroth
Kenneth Rexroth (South Bend, 22 december 1905 – Santa Barbara, 6 juni 1982) was een Amerikaans dichter.

## Loopbaan
Rexroth geldt als een van de belangrijke inspirators van de Beat Generation (hij zou later zelfs “gekroond” worden als "Godfather of the Beats"). Toch is zijn betekenis voor de Amerikaanse poëzie groter dan dat. 
Al op zeventienjarige leeftijd schreef Rexroth zijn eerste gedichten, maar verwierf al snel een reputatie als een politieke radicaal, die zich bewoog in arbeidersbewegingen en kringen van anarchisten. Mede om mensen zich bewuster te maken van hun bestaan ondersteunde hij de Beat-beweging.
Een belangrijk doel van Rexroth was om San Francisco op de kaart te zetten als centrum van een nieuwe poëtische beweging. Dat lukte mede door zijn steun aan de Beat Generation, maar ook door het oprichten van San Francisco Poetry Center. In 1941 kreeg hij de California Literature Silver Medal Award.
Naast schrijver van gedichten was Rexroth filosoof, vertaler (van vooral Aziatische dichters) en essayist.

## Werk
- Beyond the Mountains: Four Plays in Verse (1951)
- Bird in the Bush: Obvious Essays (1959)
- Assays (1961)
- Classics Revisited (1964; 1986)
- Flower Wreath Hill: Later Poems (1991)
- Collected Shorter Poems (1966)
- Collected Longer Poems (1968)
- The Alternative Society: Essays from the Other World (1970).
- With Eye and Ear (1970)
- American Poetry in the Twentieth Century (1971)
- The Elastic Retort: Essays in Literature and Ideas (1973)
- Communalism: From Its Origins to the Twentieth Century (1974)
- Selected Poems (1984)
- World Outside the Window: Selected Essays (1987)
- More Classics Revisited (1989)
- An Autobiographical Novel (1964; uitgebreide editie, 1991)
- Kenneth Rexroth & James Laughlin: Selected Letters (1991)
- Sacramental Acts: The Love Poems (1997)
- Swords That Shall Not Strike: Poems of Protest and Rebellion (1999)
- Complete Poems (2003)

## Vertalingen
- 30 Spanish Poems of Love and Exile (1956)
- 100 Poems from the French (1972)
- 100 Poems from the Chinese
- 100 More Poems from the Chinese
- Women Poets of China
- Complete Poems of Li Ch’ing-Chao
- 100 Poems from the Japanese
- 100 More Poems from the Japanese
- Women Poets of Japan
- Seasons of Sacred Lust: Selected Poems of Kazuko Shiraishi.
- Selected Poems of Pierre Reverdy
- 14 Poems by O. V. de Lubicz-Milosz
- Poems from the Greek Anthology

- Bibsys: 90116158
- Biblioteca Nacional de España: XX1208209
- Bibliothèque nationale de France: cb12075305n (data)
- Catàleg d'autoritats de noms i títols de Catalunya: 981058510027306706
- CiNii: DA02072308
- Digitale Bibliotheek voor de Nederlandse Letteren: rexr001
- Gemeinsame Normdatei: 119182416
- International Standard Name Identifier: 0000 0001 1454 2570
- Library of Congress Control Number: n79055282
- MusicBrainz: 9fd07a8f-e3e6-4e5f-a58a-15c33df51a06
- Bibliotheek van het Japanse parlement: 00454044
- Nationale Bibliotheek van Tsjechië: jn20000701496
- Nationale Bibliotheek van Israël: 987007267025905171
- Nederlandse Thesaurus van Auteursnamen: 068298005
- Réseau des bibliothèques de Suisse occidentale: 02-A003740620
- Istituto Centrale per il Catalogo Unico: DDSV045004
- LIBRIS: 360221
- SNAC: w6k35vbv
- Système universitaire de documentation: 028064178
- Trove: 956782
- Union List of Artist Names: 500343990
- Virtual International Authority File: 105850695
- WorldCat: E39PBJjtcBfRjgX3xJR7y7TmBP